# ديفون مانشستر
ديفون مانشستر (بالإنجليزية: Devon Manchester)‏ هو لاعب هوكي الحقل نيوزلندي، ولد في 11 نوفمبر 1989 في أوكلاند في نيوزيلندا.

## وصلات خارجية
- ديفون مانشستر على موقع الاتحاد الدولي للهوكي (الإنجليزية)
- ديفون مانشستر على موقع اللجنة الأولمبية الدولية (الإنجليزية)
- ديفون مانشستر على موقع أوليمبيديا (الإنجليزية)
- ديفون مانشستر على موقع اللجنة الأولمبية النيوزيلندية (الإنجليزية)
- ديفون مانشستر على موقع اتحاد ألعاب الكومنولث (مؤرشف) (الإنجليزية)